# 郑大和
郑大和，元朝婺州浦江县人，鄭文嗣的从弟。
郑大和主家事，治家严而有恩，家中严肃如公府，子弟有过，即使头发花白也被鞭打。每逢年节，郑大和坐堂上，子侄们衣冠整齐，雁行立在左墙下，按顺序进来拜跪奉觞上寿，完毕后，严肃地拱手从右而出，队列整齐。见者叹道有三代遗风。情况上报，朝廷免除其家徭役。郑大和为人方正，不奉佛教、道教，冠礼、婚礼、丧葬，按朱熹《家礼》执行。丧亲，三年不吃酒肉，子孙也学得非常孝谨。即使当官，也不敢一毫有违家法。妇女从事女工，不干预家政。宗族里闾都以恩相待。家中养着两匹马，一匹出去，一匹为之不食，人们以为是孝义所感。著有《家范》三卷。